# Syötekeskus
Syötekeskus, ou Pikku-Syöte, est une petite station de sports d'hiver située en  Finlande, sur le territoire de la commune de Pudasjärvi, dans la région d'Ostrobotnie du Nord.

## Domaine skiable
Le domaine skiable est composé de deux petits sous-domaines, reliés entre eux skis aux pieds par des chemins enneigés. Le dénivelé total est de 130 mètres. La plus longue piste mesure 1 100 mètres. Il est possible d'y pratiquer le ski nocturne.